# Exodontia

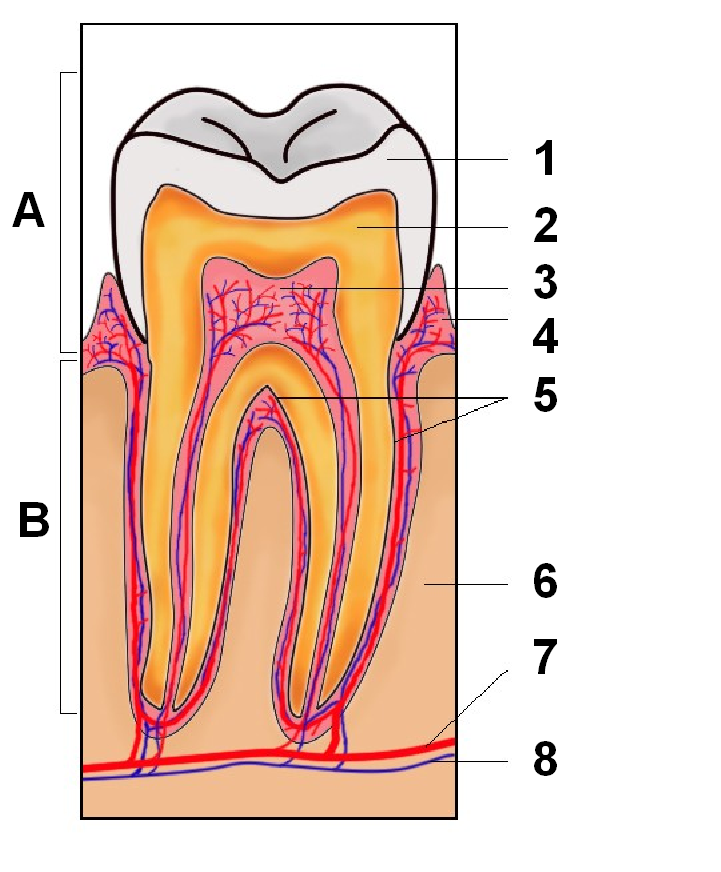
Esquema de um dente. 1- Esmalte, 2- Dentina, 3-Polpa, 4-Gengiva, 5-Cemento, 6-Tecido ósseo, 7-vaso sanguíneo, 8-nervo. A-Coroa, B-Raiz (Dente)

Exodontia é a remoção cirúrgica de um elemento dentário. A exodontia foi a primeira especialidade exercida, pelos primeiros dentistas. 
Os primeiros registros são de Esculápio (Asclépio na Grécia Antiga), em que era receitado como cicatrizante, após o procedimento, calda de carneiro.

## Pronúncia
Apesar de inúmeros profissionais de odontologia pronunciarem a palavra exodontia com som de /ks/ ("eksodontia"), a única pronúncia instruída pelo VOLP (Vocabulário Ortográfico da Língua Portuguesa) é a com som de /z/ ("ezodontia"), obedecendo ao padrão estrutural da língua portuguesa, de, foneticamente, o X ter som de Z quando é segunda letra em palavras iniciadas pela letra E (ex: exame, exercício, exigência, exoneração, exorcismo, exorbitante, exótico, exumado, explosão).

## Controle da dor e ansiedade

### Ansiedade
A remoção de um dente é um desafio para o dentista, porque requer não só a anestesia local profunda a fim de prevenir dor durante a extração, como também controle da ansiedade do paciente para evitar problemas psicológicos.

### Anestesia local
A anestesia local profunda é necessária para o dente ser removido sem dor; dessa forma, é essencial que o cirurgião relembre com precisão a inervação de todos os dentes e dos tecidos moles circunvizinhos e o tipo de anestesia necessária para anestesiar totalmente esses nervos.

### Sedação
O manuseio da ansiedade do paciente deve ser bastante considerado nos procedimentos de cirurgia oral. A ansiedade em cirurgia oral é maior do que em outras áreas da Odontologia. Frequentemente os pacientes já estão com dor e podem estar agitados e cansados; essas duas últimas condições reduzem a disposição deles para lidarem com a dor ou com as situações que a produzam. Pacientes a serem submetidos a extrações podem ter um conceito predeterminado de quão doloroso o procedimento pode vir a ser; eles viram outros pacientes, inclusive familiares relatando que a extração de dente é bem dolorosa. Eles estão convencidos de que o procedimento ao qual se submeterão poderá ser bastante desconfortável. Existe também o potencial de complicações, de origem psicológica, durante os procedimentos cirúrgicos. A remoção dos dentes causa uma variedade de reações; os pacientes podem lamentar a perda de parte do corpo ou receber a extração como uma confirmação do fim de sua juventude. Nessas situações, eles gostariam de evitar a extração; como não podem, ficam duplamente agitados.

## Indicações

### Cáries graves
Talvez a razão mais comum e amplamente aceita para se extrair um dente seja a de que ele está tão cariado que não pode ser restaurado. A extensão da cárie e o julgamento de que não convém restaurar é uma decisão a ser tomada pelo dentista.

### Necrose pulpar
A segunda, e mais próxima razão para se remover um dente, é a presença de necrose pulpar irreversível não-tratavel por endodontia.Isso acontece quando há um canal tortuoso, calcificando e não tratável pelas técnicas convencionais. Também inserido nesta categoria está o insucesso no tratamento endodôntico. Nessas situações o tratamento endodôntico foi realizado, mas falhou em aliviar a dor do paciente ou em fornecer drenagem.

### Doença periodontal grave
Doença periodontal extensa e grave é razão comum para a remoção de dentes. Se existir por algum tempo periodontite grave do adulto, há excessiva perda óssea e irreversível mobilidade dentária. Nessas situações em que existe a presença de hipermobilidade, os dentes devem ser extraídos.

### Razões ortodônticas
Pacientes sob tratamento ortodôntico para corrigir a dentição apinhada necessitam frequentemente extrações dentárias a fim de ganhar espaço para o alinhamento. Os dentes mais comumente extraídos são os primeiros pré-molares, maxilares e mandibulares; entretanto, os incisivos mandibulares e segundos pré-molares da maxila podem, ocasionalmente, ser extraídos, por essa mesma razão.

## Avaliação clínica

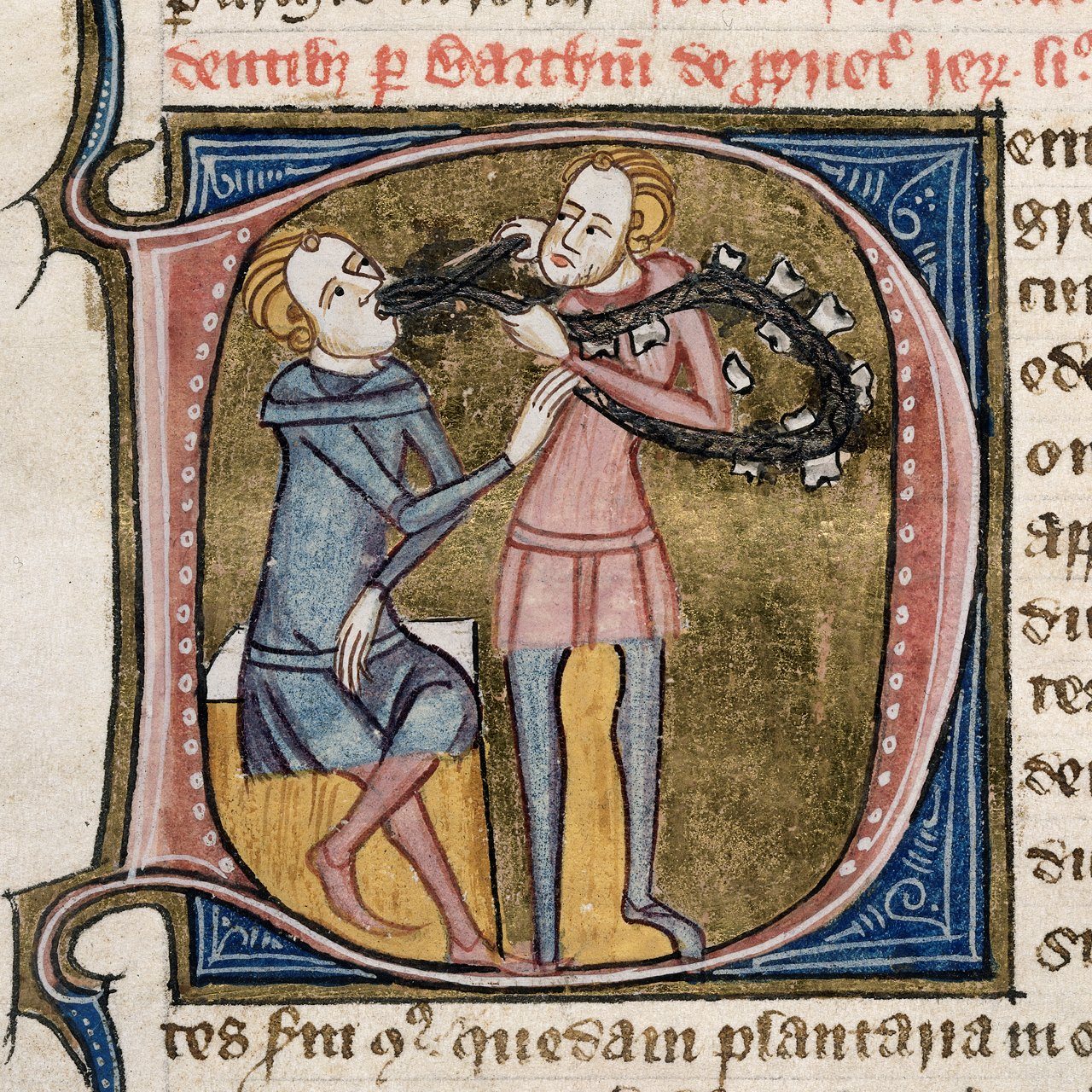
Representação de um dentista extraindo um dente. Londres, c. 1365.

### Mobilidade
A mobilidade de um dente a ser extraído deve ser avaliada no pré-operatório. Uma mobilidade maior que o normal é frequentemente encontrada em pacientes com grave doença periodontal. Se o dente tem uma mobilidade excessiva, deve-se esperar uma extração simples, e as complicações serão mais no manejo dos tecidos moles após a extração.

## Procedimentos
- Assepsia do campo operatório (com colutórios a base de clorexidina a 0,12%);
- Anestesia (pode ser local ou por bloqueio de ramo maior);
- Sindesmotomia (descolamento do tecido periodontal);
- Luxação da unidade dental (fratura dos ligamentos periodontais e osso alveolar). Pode ser realizada com alavancas retas ou curvas,
- Por fim, a avulsão com fórceps ou boticão(retirada da unidade do alvéolo dental).
- Se o dente estiver retido ou impactado, deve-se remover o que está impossibilitando sua avulsão (com a osteotomia), ou se deve realizar a odontosecção para a retirada da unidade em frações menores.
- Se for ferida contaminada, deve-se debridar ou curetar. Não realizar sutura.
- Se não houver contaminação, deve-se suturar.

A posição da unidade pode estar retida, impactada, semi-impactada, erupcionada, girada, mesialisada ou distalisada. Já a situação radiológica e clínica pode-se encontrar o estado hígido, contaminado, com concrescência, com geminação, dens in dent, intimamente relacionado com  uma patologia, no traço de fratura, anquilosado (preso ao osso alveolar, sem a presença do espaço e do ligamento periodontal).

## Acidentes cirúrgicos

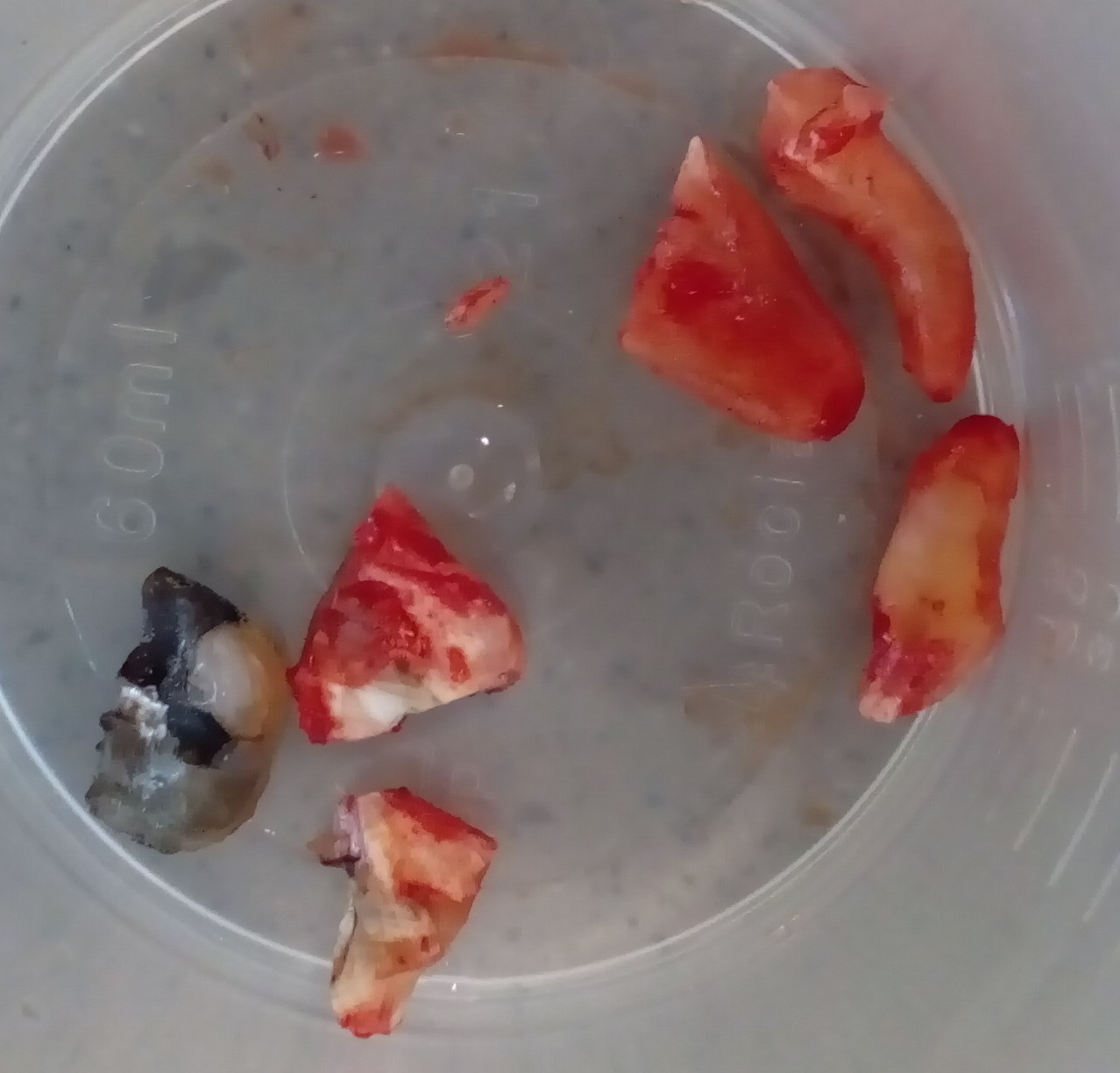

Fratura de bloco alveolar, hemorragia, comunicação buco sinusal (comunicação com o seio maxilar), fratura de mandíbula e de maxila, fratura de tuberosidade, fratura de unidades ou próteses vizinhas.

## Cuidados após a extração
Evitar bochechos, para não deslocar o coágulo sanguíneo (responsável pela proteção do osso), prevenindo, desta forma, alveolites (inflamação do alvéolo dental) e hemorragias (sangramento em abundância, que pode ser diminuído ou estancado mordendo um pedaço de gaze estéril na loja cirúrgica; compressa de gelo por fora da boca, em cima do local).